# Titta det snöar
Titta det snöar är en sång skriven av den svenske artisten och kompositören Povel Ramel. Den framfördes för första gången i radioprogrammet Ragabangzingbom, Föreningen för flugighetens främjande i Sveriges Radio den 24 januari 1951. Då sjöngs den av Povel Ramel, Brita Borg, Martin Ljung, Bengt Widner, Gunnar Fellenius och Martin Kåge. Kapellmästare var Allan Johansson. Fem dagar senare, den 29 januari, spelades sången in på skiva med underrubriken Meteorologfox av delvis samma artister, som då kallade sig Povel Ramel och hans flugiga flingor. På fem veckor sålde den inspelningen i 25 000 exemplar.
Sången har därefter bearbetats och sjungits i flera olika varianter, med titlar som Titta jag flyger och Titta jag diskar.
Sången inleds med frasen När farmor åkte skridskor uppå Nybrovikens is, vilket är en tidsreferens till tiden runt sekelskiftet 1900, då det under ett 20-tal år fanns en populär skridskobana på Nybroviken i Stockholm.